# Lope de Guzmán

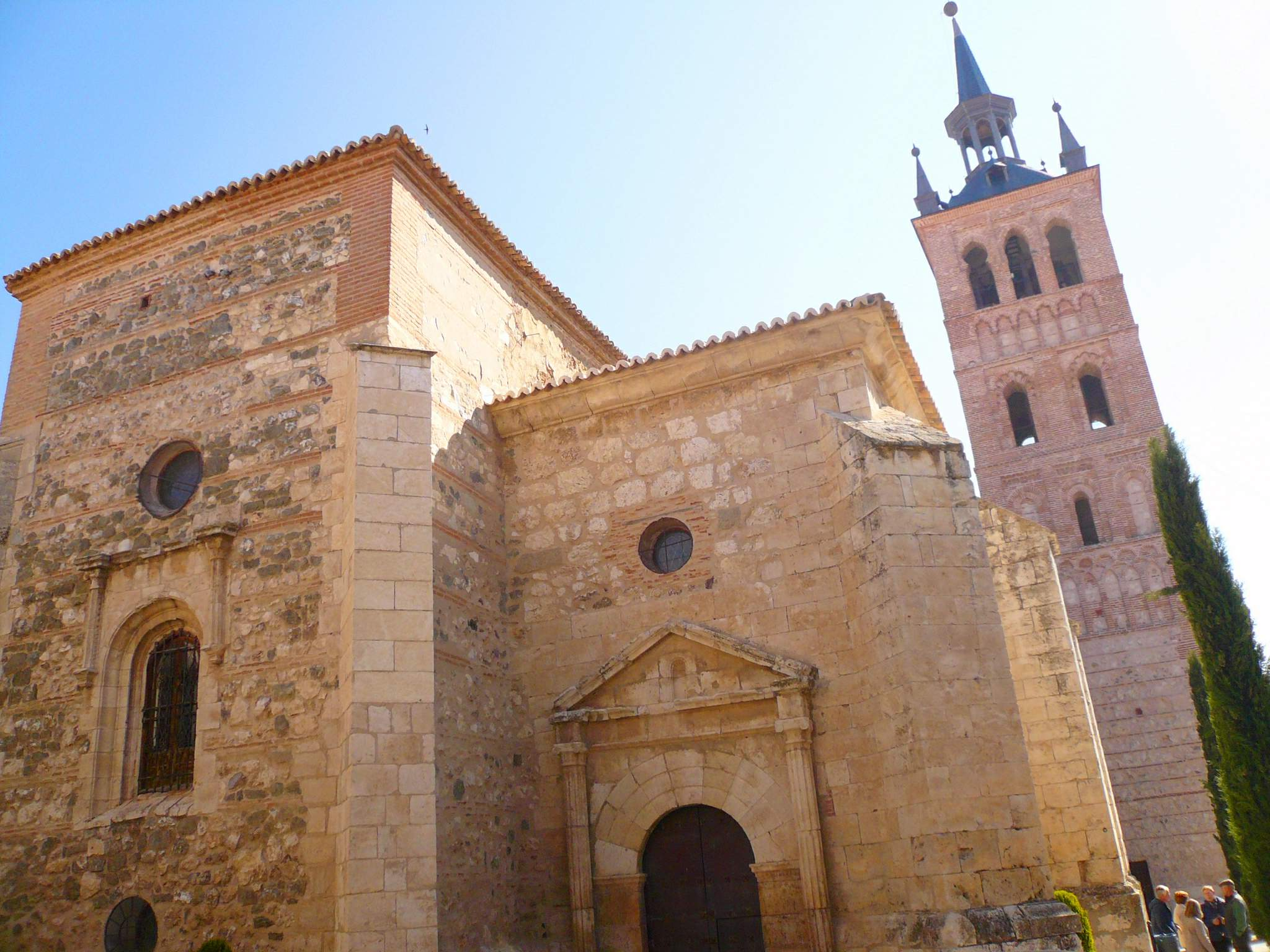
Iglesia de Santa María de la Asunción en Illescas, localidad en la que nació Lope.

Lope de Guzmán y Guzmán de Aragón (Illescas, c. 1527-12 de diciembre de 1589) fue un magistrado español que llegó a ser consejero del Consejo de Castilla.

## Biografía
Nació en Illescas (Toledo) hacia 1527. Fue hijo de Tello de Guzmán Portocarrero, regidor de Toledo, y Francisca de Zúñiga.
Desde 1552, estudió en el colegio de Oviedo de Salamanca, llegando a ser catedrático en este.
Posteriormente, en 1560, sería nombrado oidor de la Chancillería de Granada.
Más tarde fue nombrado consejero del Consejo de Órdenes. En este consejo se llegó a especular con que ocupara su presidencia.
Por mediación de Mateo Vázquez, el 7 de marzo de 1576 fue nombrado consejero del Consejo de Castilla. En ese momento, se sabe que contaba con una importante casa en Illescas, de acuerdo con las Relaciones topográficas de Felipe II.
Realizó una visita (en lenguaje actual, inspección) general a las instituciones políticas y administrativas del reino de Nápoles mandado por Felipe II, de donde volvería en 1584.
Hacia 1587 su nombre fue barajado, como consejero de Castilla más antiguo, para ser miembro de la Cámara de este consejo o camarista. A pesar de los informes a favor del consejero de Castilla (y futuro presidente), Rodrigo Vázquez, así como del entonces presidente Francisco Zapata de Cisneros, conde de Barajas; no sería nombrado para el cargo que finalmente ocuparía Juan de Guardiola.
Murió dos años después, en 1589.

## Matrimonio y descendencia
Casó con Leonor Enríquez de Guzmán o Leonor de Luján, teniendo al menos este matrimonio los hijos siguientes:
- Tello de Guzmán, señor de Villaverde, con descendencia, incluyendo su primogénito, primer conde de Villaverde.
- Íñigo López de Zúñiga, sucesor en el mayorazgo fundado por su abuela paterna, Francisca de Zúñiga.

- Magdalena de Guzmán, importante dama al servicio de la reina Margarita de Austria-Estiria, esposa de Felipe III. Es más conocida como marquesa, del Valle por su matrimonio con Martín Cortés, segundo marqués del valle de Oaxaca.
- Juan de Guzmán, eclesiástico, que llegaría a ser patriarca de las Indias.
- María de Guzmán, casada con Alonso de Luzón.[6]
- Brianda de Guzmán.[7]

## Órdenes
- Orden de Santiago.[8]
  - Comendador de Estremera.
  - Caballero.

### Individuales
1. ↑  Cuesta Nieto, José Antonio (31 de diciembre de 2015). «El condado de Villaverde (Toledo) en los siglos XVIII Y XIX». Revista electrónica de Historia Moderna 8 (31). ISSN 1699-7778. Consultado el 14 de septiembre de 2023.
2. ↑  Ramírez, Jerónimo, escribano (1963). «Illescas». Relaciones histórico-geográfico-estadísticas de los pueblos de España hechas por iniciativa de Felipe II: Reino de Toledo. Instituto Balmes, de Sociología. Instituto Juan Sebastián Elcano, de Geografía. CSIC. pp. 492-498.
3. ↑  Ventura, Piero (1995). «Le Ambiguità Di Un Privilegio: La Cittadinanza Napoletana Tra Cinque E Seicento». Quaderni storici 30 (89 (2)): 385-416. ISSN 0301-6307. Consultado el 14 de septiembre de 2023.
4. ↑  Peytavin, Mireille (1997). «Naples, 1610: comment peut-on être officier?». Annales. Histoire, Sciences Sociales 52 (2): 265-291. ISSN 0395-2649. Consultado el 14 de septiembre de 2023.
5. ↑  Gómez Rivero, Ricardo (2000). «Cámara de Castilla (1588-1598)». Anuario de historia del derecho español (70): 125-194. ISSN 0304-4319. Consultado el 14 de septiembre de 2023.
6. ↑  Alvarez y Baena, José Antonio (1789). «Alonso de Luzón (Don)». Hijos de Madrid: ilustres en santidad, dignidades, armas, ciencias y artes. Diccionario histórico por el orden alfabetico de sus nombres, que consagra il illmo. y nobilísimo ayuntamiento de la imperial y coronada villa de Madrid. B. Cano. pp. 37-38. Consultado el 14 de septiembre de 2023.
7. ↑  García Prieto, Elisa (30 de noviembre de 2015). ««Donde ay damas, ay amores». Relaciones ilícitas en la corte de Felipe II: el caso de don Gonzalo Chacón y doña Luisa de Castro». Studia Historica: Historia Moderna 37 (0): 153. ISSN 2386-3889. doi:10.14201/shhmo201537153181. Consultado el 22 de marzo de 2025.
8. ↑  «FR,RAH,R-7/51 Archivo General de la Región de Murcia.». Archivo General de la Región de Murcia. Consultado el 14 de septiembre de 2023.